# 週刊UMAJIN
週刊UMAJIN（しゅうかんウマジン）とはBSフジで2008年4月5日から2010年3月27日まで土曜深夜（日曜未明）に放送されていた日曜競馬展望バラエティ番組である。提供はUMAJIN。キャッチコピーは「馬人」。

## 歴史
- 2008年4月に『ケイバdeブレイク!』（ケイバでブレイク）としてスタート。この時の提供は「馬券ブレイク」であった。開始当初はもりちえみと坂井千明の2人であったが、2008年の夏競馬開催時期あたりから嶋大輔がパートナーとして加わった。更に同年秋競馬開催時期あたりには、解説者として長谷川仁志も番組に参加している。
- 『ケイバdeブレイク!』時代にはスギちゃんが出演していた時期もあった。
- 2009年5月に『週刊UMAJIN』に改題。提供も「UMAJIN」となる。

## 内容
- 基本的には参考レース、調教映像を見ながら日曜日のレース（メインレース中心）を展望しているが、ちょっとしたお楽しみ会的な企画（負ければ罰ゲームなど、2008年の夏競馬開催時には行われた）も時折あったりする。また、競馬場を訪れての収録ロケもたまにあった。
- 競馬予想の猛者「よもさん」を招き、予想を披露していく構成になっていた。
- 2009年9月まで「MCvs視聴者 夏・ケイバトル」という視聴者参加型の予想対決企画が行われていた。

## 主な出演者

### 司会
- 嶋大輔
- もりちえみ

### 解説者
- 坂井千明（競馬評論家・元中央競馬騎手）
- 長谷川仁志（ダービーニュース本紙予想）

### ゲスト
- #1（天皇賞・春）吉岡司（UMAJIN専属記者）
- #2（NHKマイルカップ）東濱俊秋（UMAJIN専属記者）
- #3（ヴィクトリアマイル）奥田隆一郎（競馬予想家）
- #4（優駿牝馬（オークス））佐藤洋一郎（サンケイスポーツ競馬記者）
- #5（東京優駿（日本ダービー））島崎俊郎（タレント）
- #6（安田記念）高尾幸司（サンケイスポーツ競馬記者）
- #7（エプソムカップ）大薮喬介（UMAJIN編集部）
- #8（マーメイドステークス）東濱俊秋（UMAJIN専属記者）
- #9（宝塚記念）阿藤快（タレント）
- #10（函館スプリントステークス）高尾幸司（サンケイスポーツ競馬記者）
- #11（七夕賞）山田雅人（タレント、当時東海テレビ放送制作DREAM競馬→競馬beat司会者）
- #12（アイビスサマーダッシュ）吉岡司（UMAJIN専属記者）
- #13（函館記念）亀谷敬正（血統光線研究所所長）
- #14（小倉記念）奥田隆一郎（競馬予想家）
- #15（関屋記念）大薮喬介（UMAJIN編集部）
- #16（北九州記念）亀谷敬正（血統光線研究所所長）
- #17（札幌記念）沢田美紀（ダービーニューストラックマン）
- #18（新潟記念）東濱俊秋（UMAJIN専属記者）
- #19（新潟2歳ステークス）豊島俊介（当時デイリースポーツ記者）
- #20（セントウルステークス）吉岡司（UMAJIN専属記者）
- #21（ローズステークス）六車奈々（タレント）
- #22（神戸新聞杯）吉田博樹（ダービーニュース記者）
- #23（スプリンターズステークス）ゲスト無し

## 放送時間
- 土曜日 26:00-26:30（実質的な時間は日曜日 2:00-2:30）

## その他
- 『ケイバdeブレイク!』時代、番組セットのCGアニメーションは2008年の夏競馬開催時期あたりは競馬場の背景であり秋には紅葉、冬には雪もあった。『週刊UMAJIN』改題後は、背景が競馬情報誌の表紙のイメージとなっている。
- 当番組放送時、画面の右上のBSフジのウォーターマーク表示は最初は他の番組と違い行われていなかったが、後に表示されるようになった。
- 収録は日曜競馬の枠順が確定してから行われるため、日経賞や金鯱賞や京都記念（2011年以降は日曜開催）などといった土曜日のレースの話題はその週の放送には出ない。

## 関連番組
- 競馬予想TV! - 2006年まではフジテレビワンツーネクストで生放送後、BSフジでも時差ネットしていた。
- ウハウハ競馬
- BSフジ競馬中継 - BSフジにおける日曜競馬実況中継
- うまナビ!イレブン

## 地上波フジ系の日曜競馬展望番組
- なまうま
- うまンchu

### 過去
- 中央競馬ダイジェスト
- うまなりクン
- あしたのG
- うまッチ!
- うまなで
- みんなのウマ倶楽部
- うまプロ!
- サタうま!